# Ferme solaire de Kiamal
La ferme solaire de Kiamal est une centrale solaire photovoltaïque au nord d'Ouyen, dans l'ouest de Victoria, en Australie. Elle appartient à Total Eren, une filiale d'énergie renouvelable de TotalEnergies. Il s'agit la plus grande ferme solaire de Victoria. La construction a commencé en octobre 2018.

## Particularités
En avril 2019, 13 sociétés des eaux de Victoria avaient conclu un contrat pour acheter de l'électricité à la ferme solaire.
Kiamal est l'une des premières fermes solaires à installer un condenseur synchrone dans le cadre des exigences de raccordement au réseau électrique. Le condenseur synchrone a été fabriqué par Siemens et livré sur le MV Salomé à Port Adélaïde, puis transféré par route jusqu'au site près d'Ouyen.